# Meningen med Hugo
Meningen med Hugo är en svensk filmkomedi som premiärvisades i SVT2 måndagen den 4 juni 2012. Bakom filmen står komikern Henrik Elmér (manus, huvudroll och producent) och regissören/filmaren Björn Engström (regi, foto, klippning och producent).
I november 2012 visades filmen på Los Angeles Comedy Festival, där den fick pris för bästa utländska film och för bästa skådespelare. 
Meningen med Hugo skrevs först på engelska under en annan titel. Det var då ett manus till en TV-pilot som även låg till grund för föreställningen The Sweirdish Mind of Henrik Elmer, som Henrik satte upp på Fringefestivalen i Edinburgh 2006. Manuset skrevs sedan om till svenska och utvecklades till en långfilm.
Inspelningarna startade i februari 2008 och blev klara i april 2010. Filmen gjordes utan någon etablerad långfilmsproducent och utan traditionell finansiering. Den har över sextio talande roller och mer än hundra inspelningsplatser i och omkring Stockholm samt på Väddö, i Falun och utanför Borlänge.

## Handling
Hugo (Henrik Elmér) ser ingen annan mening med tillvaron än att göra underliga saker. Fast egentligen är det hans rädsla för att inte bli accepterad som gör att han inte ens försöker vara normal. Om han inte försöker har han ju inte misslyckats heller, resonerar han.
Men så blir han förälskad i Helén (Nathalie Söderqvist). Då börjar han ifrågasätta sin inställning. Kanske är det trots allt värt ett försök att passa in lite grann. Men ska han våga?

## Medverkande
- Henrik Elmér
- Nathalie Söderqvist
- Thomas Oredsson
- Eva Harms Oredsson
- Ola Norén
- Håkan Julander
- Kryddan Peterson
- Patrik Larsson
- Tobias Jacobsson
- Yvonne Johnsson
- Anders Celin
- Hasse Brontén
- Mattias Reinholdsson
- Brittinger Lindgren
- Martin Hansson
- Richard Wiedenkeller
- Stefan Klingborg
- Anneli Heed
- Tobias Persson
- Jakob Skarin
- Cecilia von Strokirch
- Anders Menzinsky
- Pontus Olgrim
- Helena Lindvall
- Fredrik T Olsson
- Sven Brundin